# Schornstein von Trbovlje

Schornstein von Trbovlje

Der Schornstein von Trbovlje (slowenisch Trboveljski dimnik) bei Trbovlje (deutsch Trifail), Slowenien ist mit einer Höhe von 360 Metern der höchste Schornstein in Europa.
Er wurde 1976 als Bestandteil des kohlebefeuerten Wärmekraftwerks Termoelektrarna Trbovlje (TET) an der Save nahe Trbovlje erbaut, um die Luftverschmutzung in Trbovlje und den angrenzenden Regionen gering zu halten. Durch den Schornstein von Trbovlje wurden die entstehenden Abgase besser verteilt. Erbaut wurde der Schornstein durch die Düsseldorfer Firma Karrena.

## Weitere Benutzung
Ende 2014 wurde die Schließung des Kraftwerks bekanntgegeben. Nach einer längeren Reservephase wurde das Kraftwerk 2016 stillgelegt. Anschließend wurde der Kamin zum Ziel von illegalen Extrem-Kletteraktionen.
Für einen von Red Bull produzierten Dokumentarfilm wurde im Jahr 2020 eine künstliche Kletterroute am Turm angebracht. Dafür wurden über die komplette Höhe und somit über 13 Seillängen künstliche Griffe am Turm befestigt. Den slowenischen Sportkletterern Janja Garnbret und Domen Škofic gelang es in ihrem zweiten Versuch, die Route zu begehen und dabei jede Seillänge sturzfrei zu durchsteigen. Nach ihrem Versuch wurde die Route wieder demontiert.
Im Rahmen der deutschen Fernsehsendung „Das Duell um die Welt“ hatte der Moderator Johannes B. Kerner die Aufgabe, den Schornstein zu besteigen und oben am Abgrund ein Hemd zu bügeln; er meisterte die Aufgabe erfolgreich und wurde von einem Hubschrauber wieder nach unten gebracht.

## Technische Daten
- Höhe: 360 Meter
- Bodendurchmesser 27,5 Meter
- Mündungsdurchmesser 7,7 Meter
- Verbauter Stahlbeton: 11.866 m³